# Liste ägyptischer Architekten
Dies ist eine Liste von Architekten, Stadtplanern, Ingenieuren, Aufsehern und Beamten, die entweder in Ägypten geboren wurden oder einen großen Teil ihrer Laufbahn dort gelebt und gearbeitet haben und die einen bemerkenswerten Einfluss auf Gebäude und Städte in Ägypten hatten.

## Altägyptische Aufseher
- Imhotep (3. Dynastie)
- Hemiunu (4. Dynastie)
- Senenmut (18. Dynastie)
- Amenophis (18. Dynastie)

## Planer und Ingenieure des 19. Jahrhunderts
Im 19. Jahrhundert wurden die Planung und der Bau von Dörfern und Infrastrukturen von Archäologen und Ingenieuren übernommen, insbesondere von den Leitern der öffentlichen Bauämter.
- Pascal Coste (1787–1879)
- Joseph Hekekyan (1807–1875)
- Linant Pascha (1799–1883)
- Ali Mubarak (1823–1893)

## Pionier-Architekten
Pionier-Architekten ist ein von Historikern und Fachkollegen geprägter Begriff für Architekten in Ägypten, die sehr einflussreich bei der Gestaltung des Berufsstandes waren und insbesondere eine einheimische Mischung aus ägyptischer modernistischer Architektur initiierten, etwa im zweiten Viertel des 20. Jahrhunderts.
- Mostafa Mahmoud Fahmy (1886–1973)
- Ali Labib Gabr (1898–1966)
- Antoine Sleim Nahas (1901–1966)
- Mohamed Sherif Noman (1904–1985)
- Mahmoud Riad (1905–1977)
- Abubakr Khairat (1904–1951)
- Mohamed Kamal Ismail (1908–2008)
- Naoum Shebib (1915–1985)
- Sayed Karim (1911–2005)
- Albert Khouri (1908–)
- Albert Zananiri (1908–)
- Charles Ayrout (1905–1965)

## Neo-Vernakularisten
Architekten, die sich bei ihrer Arbeit stark von der lokalen Architektur inspirieren ließen.
- Ramses Wissa Wassef (1911–1974)
- Hassan Fathy (1900–1989)
- Abdel-Wahed El-Wakil (1943–)
- Ramy al-Dahhan
- Soheir Farid

## Pioniere und zeitgenössische Bauingenieure
- Michel Bakhoum (1913–1981)
- Milad Hanna (1924–2012)
- Hany Azer (1948–)

## Zeitgenössische Architekten
Architekten, die in der zweiten Hälfte des 20. Jahrhunderts bis heute tätig waren.
- Gamal Bakry (1926–2006)
- Farouk al-Gohary (1937–2020)
- Ahmed Mito
- Amany Kamel
- Hatem Said
- May al-Ibrashi

## Zeitgenössische Stadtplaner
- Abdelbaki Ibrahim (1926–2001)
- Abuzeid Rageh (1926–2020)
- Karim Zulfikar (1984–)
- Maher Stino (1947–)
- Mahmoud Yousry (1933–2015)
- Nasamat Abdelkader (1944–)
- Shehab Mazhar (1954–)